# Blue Mind
Pour l’article homonyme, voir Blue Mind (logiciel).
Singles de Yui Sakakibara
Love×Quartet 2010
(2010) Mujuryoku Aria
(2012)
Blue mind est le 25e single de Yui Sakakibara sorti sous le label LOVE×TRAX Office le 29 juillet 2011 au Japon.

## Liste des titres
| 1. | Blue mind                |  |
| 2. | Eternity                 |  |
| 3. | Blue mind (Instrumental) |  |
| 4. | Eternity (Instrumental)  |  |